# 莊雨潔
莊雨潔（1984年12月16日—），前華視新聞主播、氣象主播、《新聞Plus》主持人。

## 職業生涯
2009年擔任《新每日一字》主持人，進入華視。
2009年8月，在任立渝約滿跳槽至TVBS後，莊雨潔接任華視晚間生活氣象的播報工作。2012年開始，吳德榮加入華視氣象團隊，她卸下氣象主播工作，並成為專職主播（不過在2012年2月開始再度接任「華視晚間新聞」周日氣象主播）。
2015年6月起離開主播台轉任節目部主持美食節目，7月後向華視請辭後專心從事樂團工作。但又於2016年1月重返主播台。
2023年8月，公布懷孕消息，9月2日起因待產暫離職務。2024年3月1日起，回歸主播台。
2024年6月11日臉書發文宣布正式卸下待了15年的華視主播。

## 經歷
- 2008年起 SLIMO樂團主唱
- 2009年—2012年 華視《新每日一字》主持人
- 2009年—2015年 《華視晚間生活氣象》主播
- 2010年 倍樂生巧連智月刊「叮噹姐姐」
- 2011年—2015年華視新聞主播、文字記者、地方新聞記者
- 2012年—2015年《華視夜間新聞》主播
- 2013年6月—2015年《華視晚間新聞》週末主播
- 2014年 華視《華視微Show電影院》主持人
- 2015年2月20日 華視大年初二特別節目《華視主播向前衝》主持人（與曹世主持）
- 2015年華視《傳承在地好味道》系列，由主持人莊雨潔以及夥伴劉馥瑩深入台灣各地，尋找在地的好味道，將傳承的美食故事介紹給觀眾。內容包含《傳承臺南好味道》、《傳承新竹好味道》、《傳承花蓮好味道》等等……
- 2015年7月向華視請辭，專職The Tic Tac樂團鼓手兼主唱
- 2015年 《桃園升格幸福無限跨年晚會》主持人
- 2016年1月重返主播台
- 2018年 主持第9屆金音創作獎
- 2019年7月—11月 華視《5是主角》主持人
- 2022年12月「新北趴踢Goal華視世足冠軍之夜」記者會與活動主持人[2]
- 2024年7月3日 POP Radio《POP撞新聞》主持人
- 2025年 1111人力銀行發言人

## 作品節選

### 曾主播過或主持過的節目
| 時間                       | 頻道                     | 節目                 | 備註                  |
| 2012年2月—2024年6月14日    | 華視新聞資訊台           | 《華視整點新聞》     | 主播                  |
| 2022年4月1日—2022年9月29日 | 華視新聞資訊台           | 《華視午間新聞》     | 主播                  |
| 2021年—2023年4月10日       | 華視主頻、華視新聞資訊台 | 《週六華視晚間新聞》 | 主播                  |
| 2021年9月1日—2023年2月28日 | 華視新聞資訊台           | 《1700華視整點新聞》 | 主播                  |
| 2023年3月1日—2023年9月1日  | 華視新聞資訊台           | 《華視整點新聞》     | 主播                  |
| 2024年3月1日—2024年6月13日 | 華視新聞資訊台           | 《1700華視新聞晚報》 | 主播                  |
| 2024年3月1日—2024年6月13日 | 華視主頻                 | 《華視晚間新聞》     | 當家主播              |
| 2024年7月23日              | POP Radio聯播網          | 《POP撞新聞》        | 每週一7:00—8:00主持人 |

### 電影演出
- 2019年：《緝魔》飾演 後車箱女孩
- 2023年：《惡女》飾演 TNN女主播

### 戲劇演出
- 2016年：公視人生劇展 《藥笑24小時》飾演 女記者（客串）
- 2018年：公視新創電影 《靈佔》 飾演 小潔
- 2020年：公視人生劇展《陽光電台不打烊》飾演 瑪尼
- 2020年：公視、NHK《路～台灣Express～》飾演 新聞主播
- 2021年：公視、myVideo、Netflix《火神的眼淚》飾演 新聞主播
- 2021年：華視、愛奇藝國際版、八大戲劇台《無神之地不下雨》飾演 氣象主播

## 軼事
- 自學生時代起組成三人樂團SLIMO，自掏腰包製作音樂唱片至今。

## 外部連結
- 莊雨潔的Facebook專頁
- 莊雨潔的Instagram帳戶